# اوبوکیف
اوبوکیف (به اوکراینی: Обухів) شهری در استان کیف در کشور اوکراین واقع شده‌است. جمعیت این شهر ۳۳,۴۴۳ نفر (۲۰۲۱ تخمینی) است.

## نگارخانه

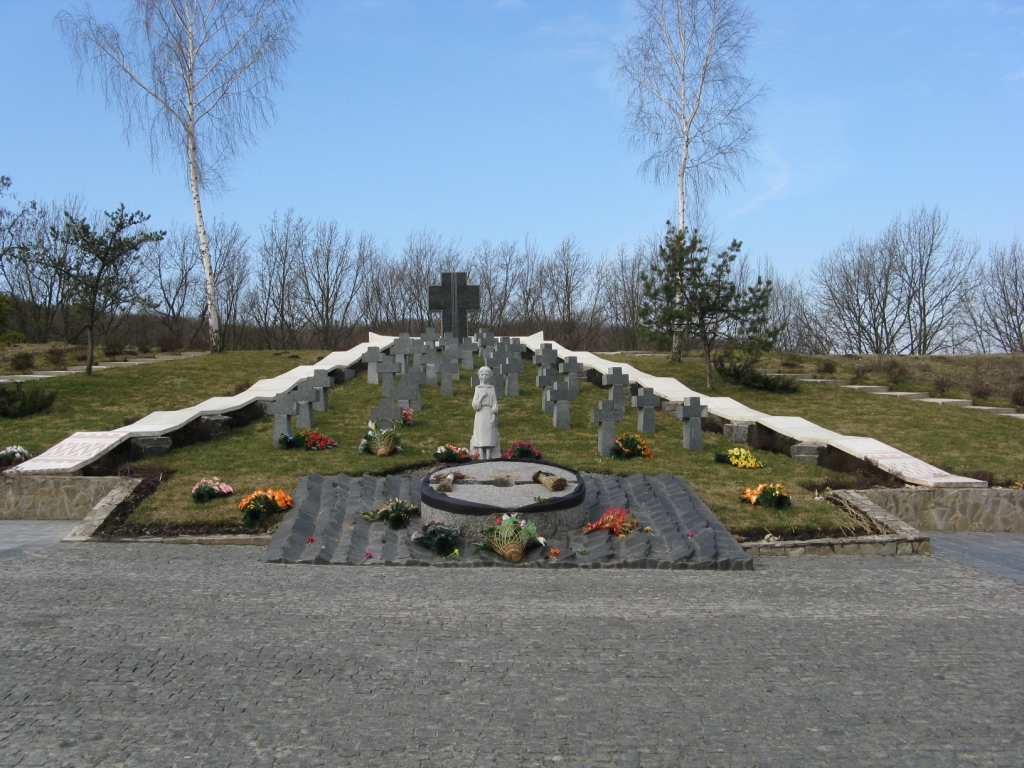
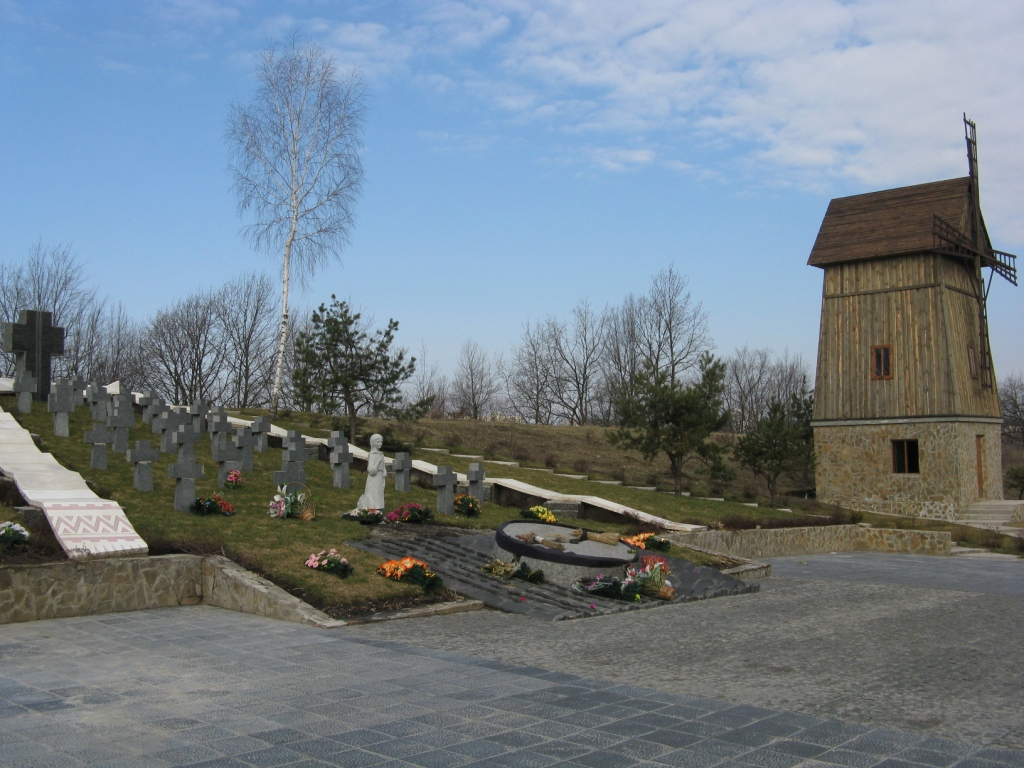